# 菅愛理
菅 愛理（かん あいり、10月19日 - ）は、日本の女性声優。かつてはレオパード・スティールに所属していた。福岡県出身。

## 経歴
子供の頃からアニメが好きで、大学時代にゼミの発表会で発表を行った際に周りから聞き取りやすかったと褒められたことをきっかけに声優の道を目指した。
短大卒業後、代々木アニメーション学院福岡校で2年間学び、学内オーディションを経て、松濤アクターズギムナジウムに入所した。
2017年4月1日付でLEOPARD STEELの所属となった。2022年現在は退所している。
2017年6月より明神カフェのキャストとして働いている。

## 人物
- ファッション系の短大を出ているため、服装にこだわりを持っており、コスプレ活動も行っている[3]。また、洋服を作ることも特技としている[7]。
- 趣味は水族館に行くこと[7]。
- お姉さん系や少年系の役が得意だと自負している[3]。
- ラジオで共演している松元菜々海からは素朴で自分に素直、澤潟詠里からは愛すべきアホの子と評されている[1]。
- 憧れの声優には沢城みゆきを挙げている[3]。

## 出演
太字はメインキャラクター。

### テレビアニメ
- がんばれ！ミランバくん（2014年、ミランバくん[4]）
- PERSONA5 the Animation（2018年、生徒）

### 劇場アニメ
- デジモンアドベンチャー tri. 第5章「共生」（2017年）[8]

### ゲーム
2017年
- 青空アンダーガールズ!（霧島理子）
- 明鏡連符（ヌーコ）
- MONOTO-SITUATION:LUCID AND DAYDREAM（池谷アオイ）

2018年
- ゲシュタルト・オーディン（霧島理子）

### 吹き替え
- リチャード・ザ・ストーク 飛べないワタリドリ（ココ[2]）

### 舞台
- 舞台版『てーきゅう～先輩とめぐりあう時間たち～ディレクターズカット』[2]
- 舞台版 『実は私は』[2]

### ラジオ
※はインターネット配信。
- 青空アンダーガールズ!あおラジ（2017年、文化放送・超A&G+※）※4月担当[13][14]
- 愛理と菜々海と澤潟のれおぱーど・すくーる 〜ダメ出しください!〜（2017年 - 2018年、HiBiKi Radio Station※）[1]

## ディスコグラフィ

### キャラクターソング
| 発売日  | 商品名     | 歌                   | 楽曲                                                                   | 備考                                  |
| 2018年  | 2018年     | 2018年               | 2018年                                                                 | 2018年                                |
| ------- | ---------- | -------------------- | ---------------------------------------------------------------------- | ------------------------------------- |
| 8月29日 | STAR☆TING! | 青空アンダーガールズ | 「STAR☆TING!」 「オレンジ」                                            | ゲーム『青空アンダーガールズ!』関連曲 |
| 8月29日 | STAR☆TING! | GE:NESiS             | 「Karisome Irony」 「イバラノミチ〜記憶の果て〜」 「Beyond the tears」 | ゲーム『青空アンダーガールズ!』関連曲 |

### ユニットメンバー
1. ↑  櫻花ひなた（高橋花林）、水科和歌（和田京子）、望月愛美（望田ひまり）、嘉陽千尋（陽向さおり）、野々宮琴音（内野明音）、黒瀬麗華（早瀬莉花）、今泉更菜（北野更）、相原希（相良茉優）、白拍子美雪（高橋美衣）、霧島理子（菅愛理）、佐久間茜（藤川茜）、椿瑠璃花（井上ほの花）、渡辺晴海（澤田美晴）、舞沢悠（西川舞）、六川麻里紗（飯坂紗幸）、乙葉くるみ（高柳知葉）、岩倉寧々（岩井映美里）、セリア・ウエスギ（杉町麻由子）、日比野彩（七瀬彩夏）、本条佳奈恵（本田かおり）、棗楓李（奥谷楓）
2. ↑  黒瀬麗華（早瀬莉花）、今泉更菜（北野更）、相原希（相良茉優）、白拍子美雪（高橋美衣）、霧島理子（菅愛理）